# Ханагян, Севак Тигранович
Севак Тигранович Ханагян (арм. Սևակ Տիգրանի Խանաղյան; род. 28 июля 1987, Мецаван, Калининский район) — армянский и российский певец и автор песен. Представил Армению на конкурсе Евровидение 2018 с песней «Qami» («Ветер»).

## Личная жизнь
Жена Марина Ханагян (Иванова), сын Баграт, Давид.

## Карьера
Победитель ТВ-шоу Х-Фактор (Украина).
Член жюри на шоу «Голос Армении».
Севак Ханагян стал победителем Национального отбора на Евровидение 2018 в Армении по результатам единого голосования со стороны жюри, которое состояло из международных экспертов и зрителей. Как эксперты, так и зрители отдали Ханагяну наивысший балл — 12. В Португалию отправился с песней Qami («Ветер»). Выступил в первом полуфинале 8 мая, где занял 15 место и не прошел в финал. Впервые за историю участия Армении в Евровидении песня была полностью исполнена на армянском языке.

## Дискография
| Год  | Название                          | Язык      |
| ---- | --------------------------------- | --------- |
| 2015 | Когда мы с тобой                  | русский   |
| 2016 | Миллион поцелуев                  | русский   |
| 2016 | Не молчи                          | русский   |
| 2016 | Возвращайся                       | русский   |
| 2016 | Hayrenik (Родина)                 | армянский |
| 2016 | Hin Fayton (Старый Фаэтон)        | армянский |
| 2016 | Невесомость                       | русский   |
| 2017 | Ayai Erkir Artsahk (Страна Арцах) | армянский |
| 2017 | Будь со мной рядом                | русский   |
| 2017 | Танцуй                            | русский   |
| 2017 | Улетай                            | русский   |
| 2017 | Ой, ой, ой                        | русский   |
| 2017 | Im Ttvazin (Мой кислород)         | армянский |
| 2017 | Мой Кислород                      | русский   |
| 2017 | Ответь                            | русский   |
| 2017 | Новогодняя                        | русский   |
| 2017 | Если вдруг                        | русский   |
| 2018 | Qami (Ветер)                      | армянский |
| 2018 | Коктейли любви                    | русский   |
| 2018 | Я чувствую кожей                  | русский   |
| 2018 | Зеркала                           | русский   |
| 2019 | Amena (Самый)                     | армянский |
| 2019 | Пустота                           | русский   |
| 2019 | Возвращайся                       | русский   |
| 2019 | В последний раз                   | русский   |
| 2019 | Ser (любовь)                      | армянский |
| 2019 | Любовь по венам                   | русский   |
| 2019 | Грязная любовь                    | русский   |
| 2019 | Мир ярче                          | русский   |
| 2020 | Siro Hetq (След любви)            | армянский |
| 2020 | Жди меня там                      | русский   |
| 2020 | Пламя                             | русский   |
| 2020 | Для тебя                          | русский   |
| 2020 | Не улетай                         | русский   |
| 2020 | Беги                              | русский   |
| 2021 | Artsakh (Арцах)                   | армянский |
| 2021 | Du Es Im Hogin (Ты - моя душа)    | армянский |
| 2021 | Без тебя не так                   | русский   |
| 2021 | Километры                         | русский   |
| 2021 | Шаман                             | русский   |
| 2021 | Прости меня                       | русский   |
| 2021 | Сон                               | русский   |
| 2021 | До луны                           | русский   |

- Не молчи (2016), с этой песней поехал на тв шоу Х-Фактор и завоевал миллион сердец, после этого сингла он стал популярным. На официальной странице Х-Фактора в ютубе у этой песни более 16 миллионов просмотров.
- Возвращайся (2016), первый раз исполнена на Х-Факторе в отборочном туре
- Новогодняя, была исполнена всеми участниками Х-Фактора на Гала концерте. Песня написана Севаком
- Невесомость (2016) исполнил после того как объявили победителя Х-Фактора (Песня победителя)
- Ayai Erkir Artsakh (Страна Арцах), совместно с Гаей Арзуманян
- Будь со мной рядом (2017), поёт совместно с Артуром Бэст
- Танцуй, презентация песни была в Comedy club
- Улетай, совместно с группой V7clube
- Мой Кислород (2017), это песня Im Ttvazin только на русском языке и другим клипом
- Qami (Ветер) (2018), с этой песней представил Армению на Евровидении-2018 в Португалии
- Я чувствую кожей (2018), дуэт с Людмилой Соколовой

## Награды
• Победа на Х-Факторе на Украине 2016 год.
• Песня года Армения 2017 год.
За песню Hayrenik (в переводе Родина), песня на армянском языке.
• Победа на TV-Show Depi Evratesil